# Richard H. Ramsey
Richard H. Ramsey (* 1893 bei Cleburne, Texas; † nach Juni 1962) war ein US-amerikanischer Bankangestellter, Staatsbediensteter und Politiker (Demokratische Partei).

## Werdegang
Richard H. Ramsey wurde 1893 auf einer Farm in der Nähe der Town Cleburne (Johnson County) geboren. Über seine Jugendjahre ist nichts bekannt. Ramsey begann 1914 in Cleburne in der Traders State Bank zu arbeiten. 1915 zog er dann nach Arizona, wo er die nächsten 10 Jahre im Bankgeschäft tätig war, unterbrochen 1922 durch seine Wahl für eine zweijährige Amtszeit zum State Auditor und Controller von Arizona. Nach dem Ende seiner Amtszeit ging er wieder seiner Tätigkeit im Bankgeschäft bis 1927 nach, als er nach San Diego (Kalifornien) umzog. Dort begann er bei einem Unternehmen zu arbeiten, welches mit Kommunalobligationen und anderen Wertpapieren handelte. Ramsey hielt eine Reihe von Angestelltenpositionen in Banken im Yuma County (Arizona) und Imperial County (Kalifornien), bevor er in den Staatsdienst von Kalifornien eintrat. 1936 begann er in der Behörde vom District III in Marysville (Yuba County) zu arbeiten. Im August 1938 wurde er nach Eureka (Humboldt County) versetzt. Dort war er für den Ausbau seines Departments von einer Abteilung von zwei Agents und einer Sekretärin zu einem Stab von 50 Mitarbeitern verantwortlich. Im April 1945 wurde er District Right-of-Way Agent vom District I in der Division of Highways. Nach mehr als 26 Jahren im Staatsdienst ging er dann in den Ruhestand. Dieser Anlass wurde am 29. Juni 1962 bei einem Abendessen in Eureka zelebriert, wo er der Ehrengast war.
Ramsey war Mitglied im Ingomar Club in Eureka, in der American Right of Way Association und der Christ Episcopal Church of Eureka. Außerdem war er viele Jahre lang in der California State Employees' Association aktiv und 1944 deren Regionaldirektor.